# كليرتون
كليرتون (بالإنجليزية: Clairton, Pennsylvania)‏ هي مدينة تقع في مقاطعة أليني (بنسيلفانيا) بولاية بنسيلفانيا في الولايات المتحدة. تبلغ مساحة هذه المدينة 7.8 (كم²)، بلغ عدد سكانها 6796 نسمة في عام 2010 حسب إحصاء مكتب تعداد الولايات المتحدة.

## الموقع الجغرافي
الموقع الجغرافي للمناطق المحيطة بهذه النقطة هو كالتالي:

## أعلام
- تايلر بويد
- ستو جونسون
- لانس باريش
- جاك شاهين
- والتر كوبر

## وصلات خارجية
- www.cityofclairton.com
- The US50 - Cities and Towns in Pennsylvania State

قالب:مدن بنسيلفانيا